# 13 grudnia
13 grudnia jest 347. (w latach przestępnych 348.) dniem w kalendarzu gregoriańskim. Do końca roku pozostaje 18 dni.

## Święta
- Imieniny obchodzą: Antioch, Antoni, Aubert, Auksencja, Auksencjusz, Auksenty, Edburga, Eugeniusz, Jodok, Łucja, Orestes, Otylia, Róża, Samboja, Walenty i Walentyn.
- Brazylia – Dzień Marynarza
- Malta – Dzień Republiki
- Chińska Republika Ludowa – Dzień Pamięci Masakry Nankińskiej
- Polska:
  - Dzień Pamięci Ofiar Stanu Wojennego
  - Dzień Księgarza[1]
- Santa Lucia, Szwecja – Dzień Świętej Łucji
- Wspomnienia i święta w Kościele katolickim[2][3] obchodzą:
  - bł. Antoni Grassi (oratorianin)
  - św. Autbert z Cambrai (biskup)
  - św. Jodok (eremita)
  - św. Łucja z Syrakuz (dziewica i męczennica)
  - bł. Maria Magdalena od Męki Pańskiej (zakonnica)
  - św. Otylia (Odylia) z Hohenburga (opatka)

## Wydarzenia w Polsce

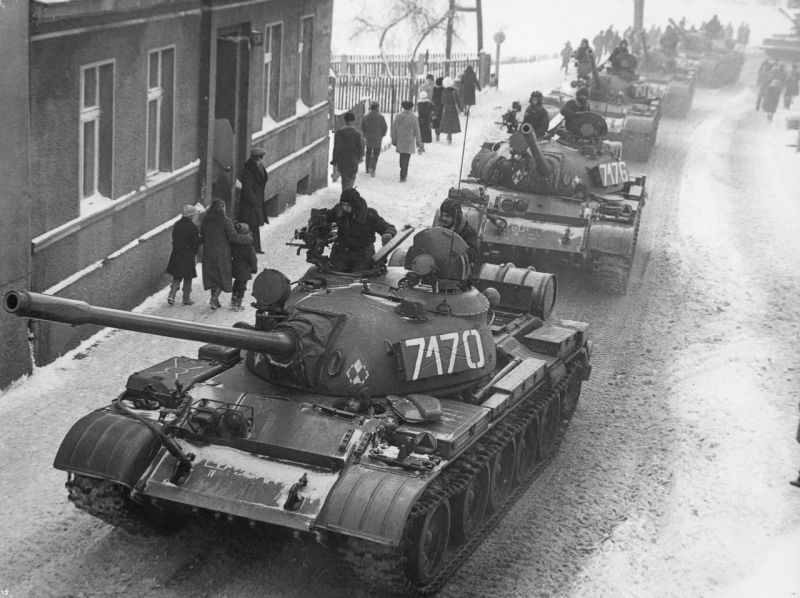
Czołgi T-55 na ulicach Zbąszynia w czasie stanu wojennego (1981)

- 1253 – Książę Konrad I lokował Głogów na lewym brzegu Odry i nadał mu prawa miejskie.
- 1345 – Heinrich IV Dusemer von Arfberg został wielkim mistrzem zakonu krzyżackiego.
- 1349 – Na rozkaz króla Kazimierza Wielkiego został utopiony w Wiśle ks. Marcin Baryczka.
- 1363 – Król Kazimierz III Wielki zawarł z królem Danii Waldemarem IV sojusz skierowany przeciwko zakonowi krzyżackiemu i Luksemburgom.
- 1534 – Zebrał się Sejm trzebiatowski, który zapoczątkował reformację na Pomorzu Zachodnim.
- 1570 – Zawarto pokój w Szczecinie kończący I wojnę północną.
- 1575 – W Warszawie Anna Jagiellonka została wybrana w wolnej elekcji na króla Polski i wielkiego księcia litewskiego, a dzień później stronnictwo szlacheckie pod przewodnictwem Jana Zamoyskiego uznało ten fakt, przydając jej na małżonka księcia Siedmiogrodu Stefana Batorego.
- 1595 – Kozacy zaporoscy Seweryna Nalewajki zdobyli Mohylew, splądrowali go i spalili (w tym kilka kościołów).
- 1655 – Potop szwedzki: płk Gabriel Wojniłłowicz odbił Nowy Sącz.
- 1830 – Sejm ogłosił wojnę z Rosją powstaniem narodowym.
- 1860 – W Warszawie powstało Towarzystwo Zachęty Sztuk Pięknych – organizacja skupiająca artystów i miłośników sztuki działająca na terenie Królestwa Polskiego.
- 1911 – Premiera filmu Sąd Boży w reżyserii Stanisława Knake-Zawadzkiego.
- 1913 – Na posiedzeniu Rady Naczelnej działającego w Galicji PSL nastąpił rozłam; na początku następnego roku powstały PSL „Piast” i PSL „Lewica”.
- 1919 – Powstał rząd Leopolda Skulskiego.
- 1922 – Marszałek Józef Piłsudski wraz z rodziną przeprowadził się z Belwederu do kamienicy Próchnickich przy ul. Koszykowej w Warszawie.
- 1923 – Polska uznała ZSRR.
- 1927 – Rozporządzeniem prezydenta Rzeczypospolitej Ignacego Mościckiego odcień czerwieni na fladze Rzeczypospolitej Polskiej zmieniono z karmazynu na cynober.
- 1930 – Sejm Śląski przyjął uchwałę domagającą się uwolnienia posła Wojciecha Korfantego.
- 1936:
  - Dokonano oblotu bombowca PZL.37 Łoś.
  - Oddano do użytku zaporę na Sole w Porąbce.
  - W KWK „Eminencja” w Katowicach rozpoczął się strajk okupacyjny w obronie górników zagrożonych zwolnieniami.
- 1939 – 10 Polaków zostało rozstrzelanych w Szamotułach w odwecie za zabójstwo niemieckiego żołnierza.
- 1943 – Na ul. Daniłowiczowskiej w Warszawie, podczas akcji Braun przygotowanej przez oddział dywersji bojowej Kedywu Agat, zostali zastrzeleni: kierownik miejskiego urzędu kwaterunkowego Emil Braun, towarzysząca mu kobieta oraz idący wraz z nimi architekt i inżynier Friedrich Pabst, od którego nazwiska pochodzi nazwa projektu przebudowy Warszawy – tzw. planu Pabsta.
- 1944 – Grupa plut. Feliksa Maziarskiego z oddziału AK kpt. Dragana Sotirovicia uwolniła 11 zatrzymanych w areszcie powiatowego UBP w Brzozowie.
- 1945 – Zakończył się I Zjazd PPR. Sekretarzem generalnym został wybrany Władysław Gomułka.
- 1954 – Władysław Gomułka został zwolniony z więzienia.
- 1961 – W Stoczni Gdańskiej wybuchł pożar na statku MS „Maria Konopnicka”, w wyniku którego zginęło 22 stoczniowców.
- 1967 – 18 osób zginęło we wsi Iwiny w wyniku przejścia fali powodziowej wywołanej przerwaniem grobli stawu osadów poflotacyjnych przy kopalni miedzi „Konrad”.
- 1980 – Nieznani sprawcy zabili pałką 9 z 14 zagrożonych wyginięciem dropi z hodowli w Siemianicach, a dwa lata później kolejne dwa. Doprowadziło to do wyginięcia tego gatunku w Polsce (ostatni drop padł w 1989).
- 1981 – Decyzją Rady Państwa z dnia poprzedniego o północy został wprowadzony stan wojenny, powołano Wojskową Radę Ocalenia Narodowego, władzę w kraju przejęło wojsko, internowano działaczy opozycyjnych, zawieszono naukę w szkołach i na uczelniach, wprowadzono cenzurę korespondencji, przerwano łączność telefoniczną, wprowadzono godzinę milicyjną.
- 1989 – Premiera dramatu politycznego Przesłuchanie w reżyserii Ryszarda Bugajskiego.
- 1991 – Premiera komedii filmowej Rozmowy kontrolowane w reżyserii Sylwestra Chęcińskiego.
- 2002 – Rząd Leszka Millera zakończył w Kopenhadze negocjacje dotyczące warunków członkostwa Polski w Unii Europejskiej.
- 2008 – Uroczyście otwarto nowy gmach Opery Krakowskiej.
- 2020 – Oddano do użytku zelektryfikowany odcinek Lublin Zemborzyce – Stalowa Wola Rozwadów kończąc tym samym elektryfikację całej linii kolejowej nr 68.
- 2023 – Prezydent RP Andrzej Duda dokonał zaprzysiężenia trzeciego rządu Donalda Tuska.

## Wydarzenia na świecie

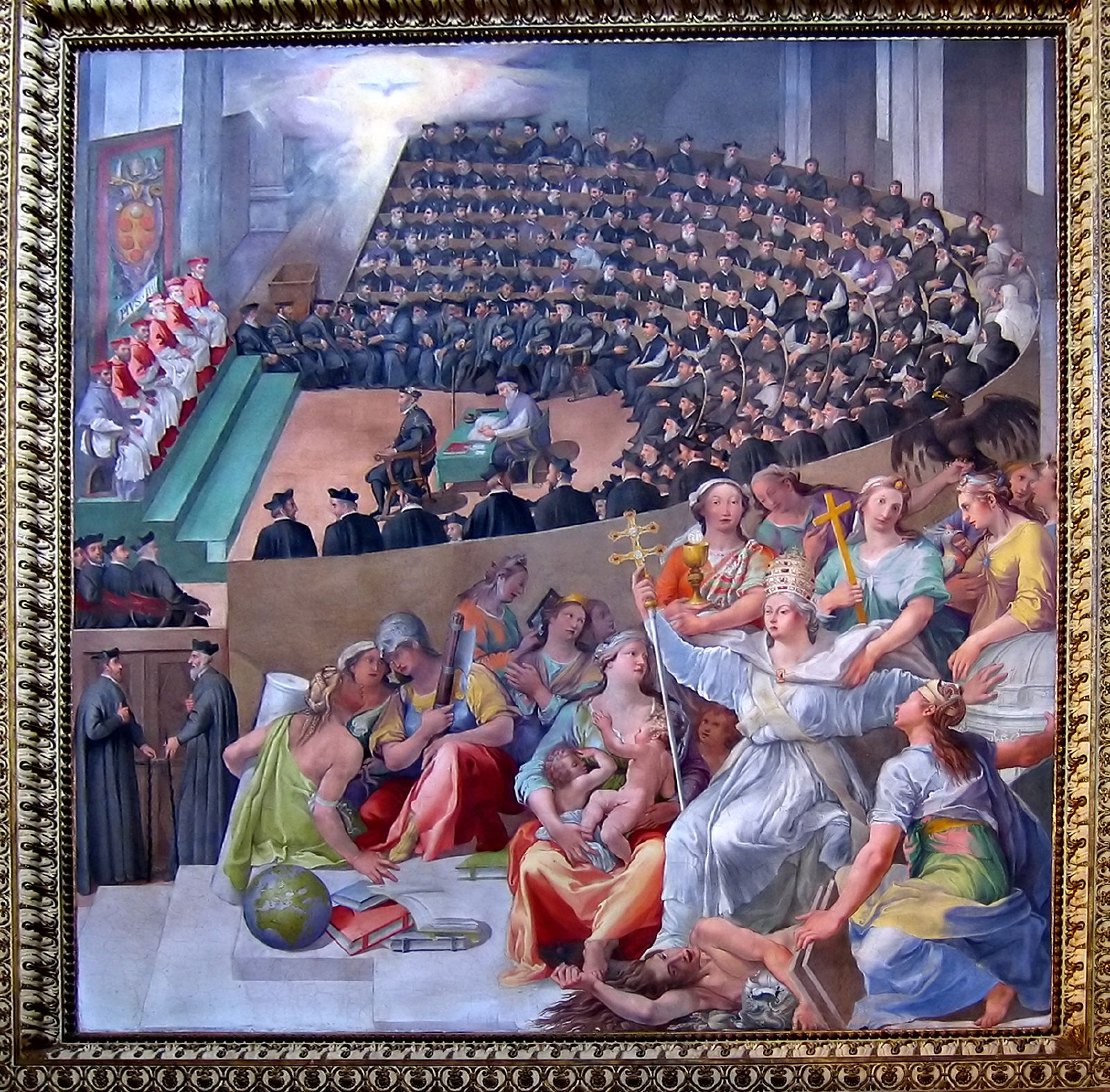
Obrady Soboru Trydenckiego na obrazie Pasquale’a Catiego

- 522 p.n.e. – Wojska władcy Persji Dariusza I Wielkiego pokonały w bitwie nad Tygrysem powstańców samozwańczego króla Babilonii Nabuchodonozora III.
- 115 – Antiochia na terenie dzisiejszej Turcji została zniszczona przez trzęsienie ziemi, w wyniku którego omal nie zginął cesarz Trajan.
- 862 – W Auxerre odbył się ślub księcia Flandrii Baldwina I Żelazne Ramię z Judytą, uprowadzoną wbrew woli ojca córką króla zachodniofrankijskiego Karola II Łysego.
- 1250 – Po śmierci cesarza Fryderyka II Hohenstaufa w Świętym Cesarstwie Rzymskim Narodu Niemieckiego rozpoczęło się tzw. wielkie bezkrólewie.
- 1294 – Celestyn V, jako pierwszy w historii papież, złożył urząd, po czym zostało zwołane konklawe w Castel Nuovo w Neapolu.
- 1308 – Legat papieża Klemensa V, kardynał Gentilis de Monte Florido nadał paulinom regułę św. Augustyna.
- 1474 – Izabela I Kastylijska została koronowana na królową Kastylii i Leónu.
- 1521 – Jan III Aviz został królem Portugalii.
- 1545 – Rozpoczęły się obrady Soboru trydenckiego.
- 1577 – Francis Drake wypłynął z angielskiego portu Plymouth w rejs dookoła świata.
- 1642 – Holenderski żeglarz Abel Tasman odkrył Nową Zelandię.
- 1643 – Angielska wojna domowa: okupujące miasto Alton niewielkie oddziały Rojalistów zostały zaskoczone i pokonane przez wojska Parlamentu.
- 1793:
  - Powstanie w Wandei: zwycięstwo francuskich wojsk republikańskich nad powstańcami w bitwie pod Le Mans.
  - W Paryżu został zgilotynowany dyplomata książę Louis Marie Florent du Châtelet.
- 1806 – Wojna rosyjsko-turecka: wojska rosyjskie pod wodzą gen. Michaiła Miłoradowicza zajęły Bukareszt.
- 1836 – Spłonął Teatro La Fenice w Wenecji.
- 1848 – Powstanie węgierskie: gen. Józef Bem został dowódcą wojsk węgierskich w Siedmiogrodzie i Banacie.
- 1855 – Zwodowano amerykańską fregatę żaglową USS „Roanoke”.
- 1861 – Wojna secesyjna: nierozstrzygnięta bitwa pod Camp Allegheny.
- 1862 – Wojna secesyjna: atak wojsk konfederackich rozbił wojska Unii w trakcie I bitwy pod Fredericksburgiem (11–15 grudnia).
- 1867 – 12 osób zginęło, a 120 zostało rannych (w tym wielu przechodniów) w wyniku wybuchu bomby pod murem więzienia Clerkenwell w Londynie, podłożonej przez irlandzkich Fenian w celu uwolnienia swoich dwóch współtowarzyszy.
- 1880 – Papież Leon XIII ogłosił encyklikę Sancta Dei Civitas.
- 1900 – Uruchomiono pierwszą wąskotorową linię kolejową na Bornholmie.
- 1904 – Wojna rosyjsko-japońska: po wejściu na rosyjską minę zatonął japoński krążownik „Takasago”, w wyniku czego zginęło 280 (według innych źródeł[jakich?] 204) członków załogi.
- 1907 – Na Morzu Celtyckim zatonął podczas sztormu amerykański siedmiomasztowy szkuner gaflowy o stalowym kadłubie „Thomas W. Lawson”, w wyniku czego zginęło 17 spośród 19 osób na pokładzie.
- 1914 – I wojna światowa: na Morzu Marmara brytyjski okręt podwodny HMS B11 zatopił turecki pancernik „Mesudiye”(inne języki), w wyniku czego zginęło 37 z jego ponad 670-osobowej załogi.
- 1917 – Powstała Krymska Republika Ludowa.
- 1918 – Thomas Woodrow Wilson przybył na pokładzie okrętu wojennego do Francji, aby wziąć udział w powojennych rokowaniach pokojowych i został tym samym pierwszym urzędującym prezydentem USA, który odwiedził Europę.
- 1920 – Niemiecki cukiernik Hans Riegel założył firmę Haribo.
- 1921 – Podczas konferencji waszyngtońskiej zwarto 10-letni amerykańsko-brytyjsko-francusko-japoński traktat o wzajemnym poszanowaniu i wspólnej obronie stanu posiadania w rejonie Pacyfiku, w ramach którego został zniesiony brytyjsko-japoński układ sojuszniczy.
- 1922 – Federacyjny Związek Socjalistycznych Republik Radzieckich Zakaukazia został przekształcony w Zakaukaską FSRR.
- 1928 – W nowojorskiej Carnegie Hall odbyła się premiera poematu symfonicznego George’a Gershwina Amerykanin w Paryżu.
- 1930 – Théodore Steeg został premierem Francji.
- 1937 – Wojna chińsko-japońska: armia japońska zdobyła Nankin, który stał się stolicą marionetkowego państwa chińskiego. Żołnierze rozpoczęli masakrę ludności cywilnej.
- 1939 – Bitwa u ujścia La Platy między okrętami brytyjskimi a niemieckim rajderem „Admiral Graf Spee”, który uszkodzony wycofał się do portu Montevideo w neutralnym Urugwaju, gdzie 17 grudnia dokonał samozatopienia.
- 1940:
  - Marcel Déat założył w Paryżu kolaboracyjne faszystowskie Zgromadzenie Narodowo-Ludowe (RNP).
  - Pierre-Étienne Flandin został po raz drugi premierem Francji.
  - Wojna grecko-włoska: rozpoczęła się bitwa pod Himarą.
- 1941:
  - Incydent na Niʻihau na Hawajach (7–13 grudnia), który doprowadził do umieszczenia 120 tysięcy mieszkających na terytorium USA Japończyków w obozach internowania.
  - Kampania śródziemnomorska: w bitwie koło przylądka Bon (Tunezja) alianckie niszczyciele zatopiły dwa włoskie krążowniki, w wyniku czego zginęło ponad 900 osób.
  - Ponad 6 tys. osób zginęło po przerwaniu brzegów górskiego jeziora i zalaniu przez falę powodziową wschodniej dzielnicy miasta Huaraz w Peru.
  - Wojska japońskie wkroczyły do południowej Birmy.
- 1943:
  - Bitwa o Atlantyk: amerykańskie samoloty i niszczyciele zatopiły niemiecki okręt podwodny U-172. Zginęło 13 członków załogi, uratowano 46.
  - W miejscowości Kalawrita na Peloponezie Niemcy dokonali masakry 677 mężczyzn i chłopców, po czym spalili jej zabudowania.
- 1944 – Front zachodni: zwycięstwo wojsk amerykańskich w bitwie o Metz (27 sierpnia–13 grudnia).
- 1949 – Sidney Holland został premierem Nowej Zelandii.
- 1951 – Weszła w życie Karta Organizacji Państw Amerykańskich.
- 1955 – Założono peruwiański klub piłkarski Club Sporting Cristal.
- 1956 – Togo Brytyjskie zostało przyłączone do Złotego Wybrzeża (obecnie Ghana).
- 1959 – Abp Makarios III zwyciężył w pierwszych wyborach prezydenckich na Cyprze.
- 1960 – Podczas wizyty cesarza Haile Selassiego I w Brazylii doszło do nieudanej próby wojskowego zamachu stanu w Etiopii.
- 1962 – NASA wystrzeliła pierwszego satelitę telekomunikacyjnego Relay 1.
- 1966 – 79-letni Richard Paul Pavlick, który 11 grudnia 1960 roku w Palm Beach na Florydzie usiłował dokonać samobójczego zamachu bombowego na prezydenta-elekta Johna F. Kennedy’ego, został zwolniony ze szpitala psychiatrycznego, dokąd trafił po uznaniu go za niepoczytalnego.
- 1967:
  - Król Grecji Konstantyn II uciekł wraz z rodziną do Włoch po nieudanej próbie obalenia rządzącej w kraju junty wojskowej.
  - Wystrzelono amerykańską sondę kosmiczną Pioneer 8.
- 1969 – Płk Paul-Émile de Souza został ogłoszony przez wojsko przewodniczącym Dahomeju (Beninu).
- 1971 – Chiny uwolniły agenta CIA Richarda Fecteau, więzionego tam od 1952 roku po zestrzeleniu amerykańskiego samolotu szpiegowskiego C-47.
- 1972 – Premiery filmów: Tragedia „Posejdona” w reżyserii Ronalda Neame i Irwina Allena oraz Ucieczka gangstera w reżyserii Sama Peckinpaha.
- 1973 – 47 osób zginęło, a 17 zostało rannych w wyniku wybuchu gazu w hotelu robotniczym w czeskim Tachovie.
- 1974 – Proklamowano Republikę Malty. Pierwszym prezydentem został Anthony Mamo.
- 1978 – W Tokio założono studio Gallop produkujące filmy anime.
- 1980 – Zlikwidowano komunikację tramwajową na Placu Wacława w Pradze.
- 1981 – Odzyskano skradzione 7 listopada z kościoła San Geremia w Wenecji zmumifikowane zwłoki św. Łucji z Syrakuz.
- 1982 – Około 2,8 tys. osób zginęło w wyniku trzęsienia ziemi w Jemenie.
- 1983 – Turgut Özal został premierem Turcji.
- 1984 – W Australii powstał drugi gabinet Boba Hawke’a.
- 1985 – Eksperymentalny amerykański Grumman X-29 jako pierwszy samolot z ujemnym skosem skrzydeł przekroczył barierę dźwięku.
- 1994:
  - Na Słowacji utworzono trzeci rząd Vladimíra Mečiara.
  - W Casablance rozpoczął się 7. zjazd Organizacji Konferencji Islamskiej.
- 1995 – Krótko po starcie z Werony rozbił się mający lecieć do Timișoary An-24B rumuńskich linii Banat Air, w wyniku czego zginęło wszystkich 49 osób na pokładzie (41 pasażerów i 8 członków załogi).
- 2001:
  - Premiera filmu Piękny umysł w reżyserii Rona Howarda.
  - Uzbrojona grupa islamistów zaatakowała budynek parlamentu w Delhi. Władze Indii oskarżyły o zorganizowanie zamachu Pakistan.
- 2002 – Na szczycie w Kopenhadze zakończyły się negocjacje między Unią Europejską a dziesięcioma państwami kandydującymi: Cyprem, Czechami, Estonią, Litwą, Łotwą, Maltą, Polską, Słowenią, Słowacją i Węgrami.
- 2003:
  - Fiaskiem zakończyły się negocjacje na szczycie w Brukseli, dotyczące pierwszego projektu Konstytucji europejskiej.
  - Obalony dyktator Iraku Saddam Husajn został ujęty przez wojska amerykańskie niedaleko rodzinnego Tikritu.
- 2004 – Południowokoreański seryjny morderca i kanibal Yoo Young-chul został skazany na karę śmierci.
- 2006:
  - Delfin chiński został uznany za gatunek prawdopodobnie wymarły. Od tego czasu nie zaobserwowano ani jednego osobnika.
  - Fikcyjne ogłoszenie secesji Flandrii w Belgii.
- 2007 – W Lizbonie podpisano traktat reformujący Unię Europejską.
- 2008 – Rosjanka Ksienija Suchinowa zdobyła w Johannesburgu tytuł Miss Świata.
- 2009 – W trakcie wizyty w Mediolanie premier Włoch Silvio Berlusconi został trafiony w twarz miniaturką miejscowej katedry, doznając złamania nosa i kilku zębów.
- 2011 – Moncef Marzouki został zaprzysiężony na urząd prezydenta Tunezji.
- 2014 – Polsko-duński film Ida w reżyserii Pawła Pawlikowskiego podczas 27. ceremonii wręczenia Europejskich Nagród Filmowych w Rydze zdobył nagrody w kategoriach: najlepszy film europejski, najlepsza reżyseria, najlepszy scenariusz oraz nagrodę publiczności.
- 2016:
  - Saulius Skvernelis został premierem Litwy.
  - Sułtan Kelantanu Muhammad V Faris Petra został królem Malezji.
- 2017 – W Czechach został zaprzysiężony pierwszy rząd Andreja Babiša.
- 2018 – 9 osób zginęło, a 84 zostały ranne w wyniku zderzenia pociągu ekspresowego ze składem technicznym w tureckiej Ankarze.
- 2021 – Kirił Petkow został premierem Bułgarii.
- 2022 – Co najmniej 141 osób zginęło, a dziesiątki zostało rannych podczas powodzi i osunięć ziemi w Kinszasie w Demokratycznej Republice Konga.

## Urodzili się
- 1272 – Fryderyk II, król Sycylii (zm. 1337)
- 1476 – Łucja z Narni, włoska tercjarka dominikańska, stygmatyczka, błogosławiona (zm. 1544)
- 1491 – Martín de Azpilcueta, hiszpański teolog, filozof, ekonomista (zm. 1586)
- 1521 – Sykstus V, papież (zm. 1590)
- 1533 – Eryk XIV Waza, król Szwecji (zm. 1577)
- 1553 – Henryk IV Burbon, król Francji (zm. 1610)
- 1560 – Maximilien de Béthune de Sully, francuski polityk, hugenota, marszałek Francji (zm. 1641)
- 1573 – Elżbieta Łucja Sieniawska, polska szlachcianka (zm. 1624)
- 1574 – (lub 12 grudnia) Adam Wacław, książę cieszyński (zm. 1617)
- 1585 – William Drummond, szkocki poeta, historyk (zm. 1649)
- 1640 – Robert Plot, angielski chemik (zm. 1696)
- 1673 – Stanisław Chomętowski, polski szlachcic, hetman polny koronny, wojewoda mazowiecki, marszałek nadworny koronny (zm. 1728)
- 1678 – Yongzheng, cesarz Chin (zm. 1735)
- 1701 – Jean-Baptiste de Machault d’Arnouville, francuski polityk (zm. 1794)
- 1705 – Alfonso Varano, włoski poeta, dramaturg (zm. 1788)
- 1720 – Carlo Gozzi, włoski dramaturg (zm. 1806)
- 1724 – Franz Maria Aepinus, niemiecki fizyk, astronom, matematyk (zm. 1802)
- 1767 – August Eberhard Müller, niemiecki kompozytor, organista (zm. 1817)
- 1778 – Felix de Andreis, amerykański zakonnik, Sługa Boży (zm. 1820)
- 1780:
  - Johann Wolfgang Döbereiner, niemiecki chemik (zm. 1849)
  - Karl Robert Nesselrode, rosyjski dyplomata, polityk pochodzenia niemieckiego (zm. 1862)
- 1784 – Michał Korczyński, polski duchowny katolicki, biskup przemyski (zm. 1839)
- 1785 – Anna Milder-Hauptmann, austriacka śpiewaczka, sopran (zm. 1838)
- 1787:
  - Mélesville, francuski dramaturg (zm. 1865)
  - Gabriel Siemoński, polski major (zm. 1857)
- 1790 – Giuseppe Fieschi, korsykański rewolucjonista, zamachowiec (zm. 1836)
- 1794 – Robert Kaye Greville, brytyjski botanik, mykolog (zm. 1866)
- 1797 – Heinrich Heine, niemiecki poeta pochodzenia żydowskiego (zm. 1856)
- 1798 – Walerian Zawirski, polski major (zm. 1861)
- 1801:
  - Antoni Auleitner, polski leśnik (zm. 1898)
  - Teofil Jankowski, polski kupiec, działacz społeczny (zm. 1840)
- 1802 – Joseph-Hippolyte Guibert, francuski duchowny katolicki, arcybiskup Paryża, kardynał (zm. 1886)
- 1805 – Johann von Lamont, niemiecki astronom pochodzenia szkockiego (zm. 1879)
- 1816:
  - Clement Claiborne Clay, amerykański polityk, senator (zm. 1882)
  - Werner von Siemens, niemiecki wynalazca, przemysłowiec (zm. 1892)
- 1818 – Mary Todd Lincoln, amerykańska pierwsza dama (zm. 1882)
- 1821:
  - Joseph Noel Paton, szkocki malarz, rzeźbiarz, poeta, kolekcjoner (zm. 1901)
  - Leon Pinsker, rosyjski lekarz, filozof (zm. 1891)
- 1830 – Arnold Güldenpfennig, niemiecki architekt (zm. 1908)
- 1833 – Grzegorz Grassi, włoski franciszkanin, misjonarz, biskup, męczennik, święty (zm. 1900)
- 1835 – Leopold Eugeniusz Starzeński, polski hrabia, dramaturg, publicysta (zm. 1904)
- 1836 – Franz von Lenbach, niemiecki malarz (zm. 1904)
- 1839 – Pedro Luís Pereira de Sousa, brazylijski poeta (zm. 1884)
- 1841 – Karol Hryniewiecki, polski duchowny katolicki, biskup wileński, polityk, poseł na Sejm Litwy Środkowej (zm. 1929)
- 1842 – Jan Kolaczek, polski chirurg (zm. 1906)
- 1843 – Ignacy Radliński, polski religioznawca, filolog klasyczny, historyk, krytyk biblijny (zm. 1920)
- 1846 – Nikołaj Jaroszenko, rosyjski malarz (zm. 1898)
- 1847 – Kuno von Moltke, niemiecki generał (zm. 1923)
- 1849 – Edmund Zalinski, amerykański major, wynalazca (zm. 1909)
- 1850 – Iver Holter, norweski kompozytor, dyrygent (zm. 1941)
- 1855 – Emil Dunikowski, polski geolog, podróżnik, wykładowca akademicki (zm. 1924)
- 1856 – Svetozar Boroević von Bojna, austriacki feldmarszałek pochodzenia chorwackiego (zm. 1920)
- 1859:
  - Edward Kosiński, polski inżynier, samorządowiec, burmistrz Dąbrowy Górniczej (zm. 1924)
  - Aleksander Wasiutyński, polski specjalista w dziedzinie kolejnictwa, wykładowca akademicki (zm. 1944)
- 1860 – Lucien Guitry, francuski aktor (zm. 1925)
- 1862:
  - Stanisław Biega, polski działacz narodowy i społeczny (zm. 1923)
  - Tomasz Skorupka, polski rolnik, pamiętnikarz (zm. 1935)
- 1863 – Carl Großmann, niemiecki seryjny morderca (zm. 1922)
- 1867 – Kristian Birkeland, norweski naukowiec (zm. 1917)
- 1868:
  - Arthur Rhode, niemiecki duchowny ewangelicki, historyk Kościoła (zm. 1967)
  - Mario Sammarco, włoski śpiewak operowy (baryton) (zm. 1930)
  - Stanisław Wróblewski, polski generał dywizji (zm. 1949)
- 1871 – Emily Carr, kanadyjska malarka, pisarka (zm. 1945)
- 1873 – Walerij Briusow, rosyjski pisarz (zm. 1924)
- 1877 – Salomon Wininger, austriacki biografista pochodzenia żydowskiego (zm. 1968)
- 1878:
  - Adriana Budewska, bułgarska aktorka (zm. 1955)
  - Karol Jaroszyński, polski przedsiębiorca, finansista, filantrop (zm. 1929)
  - Aleksander Lutze-Birk, polski inżynier, działacz niepodległościowy, członek Organizacji Bojowej PPS (zm. 1974)
- 1880:
  - Josef Chochol, czeski architekt, urbanista, projektant wyposażenia wnętrz i mebli (zm. 1956)
  - Adam Kroebl, polski taternik, alpinista, narciarz, urzędnik, notariusz, polityk, poseł na Sejm RP (zm. 1950)
  - Walter Snelling, amerykański chemik (zm. 1965)
- 1881 – Tadeusz Szymberski, polski poeta, dramaturg (zm. 1943)
- 1882 – Jan Balaga, polski działacz PPS, zamachowiec (zm. 1909)
- 1883 – Karel Voženílek, czeski generał (zm. 1943)
- 1886:
  - Łucja Bałzukiewicz, polska malarka, nauczycielka (zm. 1976)
  - Ġużè Damato, maltański architekt (zm. 1963)
  - Antoni Serbeński, polski malarz, grafik, pedagog (zm. 1957)
- 1887 – George Pólya, amerykański matematyk, pochodzenia węgierskiego (zm. 1985)
- 1889:
  - Stjepan Poljak, chorwacko-amerykański neurolog, neuroanatom (zm. 1955)
  - Aleksander Żychliński, polski duchowny katolicki, teolog, Sługa Boży (zm. 1945)
- 1890 – Federico Pezzullo, włoski duchowny katolicki, biskup Policastro, Sługa Boży (zm. 1979)
- 1891 – Samuel Dushkin, amerykański skrzypek pochodzenia żydowskiego (zm. 1976)
- 1892 – Stefania Łukowicz-Mokwa, polska skrzypaczka (zm. 1975)
- 1893:
  - Jerzy Paciorkowski, polski prawnik, polityk, wojewoda kielecki (zm. 1957)
  - Richard Parke, amerykański bobsleista (zm. 1950)
  - Stanisław Szukalski, polski rzeźbiarz, malarz (zm. 1987)
- 1894 – Fernando De Fuentes, meksykański reżyser filmowy (zm. 1958)
- 1895 – Lucía Sánchez Saornil, hiszpańska pisarka, poetka, feministka, anarchistka (zm. 1970)
- 1896:
  - Arturo Cronia, włoski slawista (zm. 1967)
  - Rafael Garza Gutiérrez, meksykański piłkarz, trener (zm. 1974)
  - Charles Plisnier, belgijski pisarz (zm. 1952)
- 1897 – István Donogán, węgierski lekkoatleta, dyskobol (zm. 1966)
- 1898:
  - Gholamali Bajandor, irański kontradmirał (zm. 1941)
  - Feliks Parnell, polski tancerz i choreograf (zm. 1980)
  - Henryk Wereszycki, polski historyk (zm. 1990)
- 1900:
  - Maria Majdrowiczówna, polska aktorka (zm. 1984)
  - Karel Teige, czeski pisarz, publicysta, fotograf (zm. 1951)
- 1901:
  - Paolo Dezza, włoski kardynał (zm. 1999)
  - George Groves, amerykański operator dźwięku (zm. 1976)
  - Stefan Kisieliński, polski piłkarz, bramkarz, trener i działacz piłkarski (zm. 1951)
- 1902 – Talcott Parsons, amerykański socjolog (zm. 1979)
- 1903:
  - Ella Baker, amerykańska działaczka na rzecz równouprawnienia Afroamerykanów i zniesienia segregacji rasowej (zm. 1986)
  - Giorgio Clarotti, włoski ekonomista, historyk prawa, polonofil (zm. 1961)
  - Juan Pablo Pérez Alfonso, wenezuelski prawnik, polityk, dyplomata (zm. 1979)
  - Carlos Montoya, hiszpański gitarzysta (zm. 1993)
  - Jewgienij Pietrow, rosyjski pisarz (zm. 1942)
  - Szczepan Ścibor, polski pułkownik pilot (zm. 1952)
- 1904 – Francisco Núñez Olivera, hiszpański superstulatek, najstarszy mężczyzna na świecie (zm. 2018)
- 1905:
  - Ann Barzel, amerykańska tancerka, pedagog, historyk i krytyk baletu (zm. 2007)
  - Antoni Matheus, polski pilot samolotowy i szybowcowy (zm. 1992)
  - Imre Mező, węgierski działacz komunistyczny (zm. 1956)
- 1906:
  - Hendrik Brugmans, holenderski naukowiec, pisarz, polityk (zm. 1997)
  - Maryna, księżniczka grecka, księżna Kentu (zm. 1968)
  - Dragoslav Mihajlović, jugosłowiański piłkarz (zm. 1978)
  - Aleksander Rybnik, polski podpułkownik piechoty, uczestnik podziemia antykomunistycznego (zm. 1946)
- 1907:
  - Teodor Bujnicki, polski poeta, satyryk, krytyk literacki (zm. 1944)
  - Władysław Findysz, polski duchowny katolicki, męczennik, błogosławiony (zm. 1964)
  - Bill Holland, amerykański kierowca wyścigowy (zm. 1984)
  - Jacques Opangault, kongijski polityk, premier Konga (zm. 1978)
  - Jerzy Zagórski, polski poeta, eseista, tłumacz (zm. 1984)
- 1908:
  - Plinio Corrêa de Oliveira, brazylijski historyk, pisarz, publicysta, działacz katolicki (zm. 1995)
  - Józef Kieszczyński, polski związkowiec, polityk, poseł na Sejm PRL (zm. 1982)
  - Rostisław Platt, rosyjski aktor (zm. 1989)
  - Helena Romanowska, białoruska pisarka pochodzenia polskiego (zm. 1980)
- 1910:
  - Van Heflin, amerykański aktor (zm. 1971)
  - Mieczysław Kasprzycki, polski hokeista, trener (zm. 2001)
  - Lillian Roth, amerykańska piosenkarka, aktorka (zm. 1980)
- 1911:
  - Trygve Haavelmo, norweski ekonomista, ekonometryk, laureat Nagrody Banku Szwecji im. Alfreda Nobla w dziedzinie ekonomii (zm. 1999)
  - Kenneth Patchen, amerykański poeta, prozaik, malarz, grafik (zm. 1972)
- 1912:
  - Jaroslav Bouček, czeski piłkarz (zm. 1987)
  - Władysław Jeliński, polski pszczelarz (zm. 1997)
- 1913 – Archie Moore, amerykański bokser (zm. 1998)
- 1914:
  - Alan Bullock, brytyjski historyk (zm. 2004)
  - Larry Parks, amerykański aktor (zm. 1975)
  - Stefan Sumara, polski piłkarz (zm. 1951)
  - Karl Wazulek, austriacki łyżwiarz szybki (zm. 1958)
- 1915:
  - Curd Jürgens, niemiecki aktor (zm. 1982)
  - Ross Macdonald, amerykański pisarz (zm. 1983)
  - Aleksander Pawelec, polski kapitan, działacz kombatancki (zm. 2019)
  - Magne Skodvin, norweski historyk (zm. 2004)
  - Michał Sumiński, polski leśnik, zoolog, kapitan jachtowy, dziennikarz (zm. 2011)
  - Balthazar Johannes Vorster, południowoafrykański polityk, premier i prezydent RPA (zm. 1983)
- 1916:
  - Adam Riedl, polski podporucznik, żołnierz AK, cichociemny (zm. prawd. 1944)
  - Mark Stevens, amerykański aktor (zm. 1994)
- 1917:
  - John Hart, amerykański aktor (zm. 2009)
  - Geminio Ognio, włoski piłkarz wodny (zm. 1990)
  - Andrzej Wróbel, polski duchowny katolicki, pijar (zm. 2006)
- 1918:
  - Stiepan Awramienko, radziecki polityk (zm. 2010)
  - Mirosláv Cipro, czeski filozof, wykładowca akademicki (zm. 2003)
  - Rosalia Lombardo, włoska dziewczynka (zm. 1920)
  - Bill Vukovich, amerykański kierowca wyścigowy pochodzenia serbskiego (zm. 1955)
- 1919:
  - Hans-Joachim Marseille, niemiecki pilot wojskowy, as myśliwski (zm. 1942)
  - Andrij Sapelak, ukraiński duchowny katolicki obrządku bizantyjsko-ukraińskiego, biskup i wikariusz apostolski posługujący w Argentynie, misjonarz (zm. 2017)
- 1920:
  - Kaysone Phomvihan, laotański polityk, premier i prezydent Laosu (zm. 1992)
  - George P. Shultz, amerykański polityk, dyplomata, sekretarz skarbu i stanu (zm. 2021)
  - Don Taylor, amerykański reżyser filmowy, aktor (zm. 1998)
- 1921 – David Gale, amerykański matematyk, ekonomista (zm. 2008)
- 1922 – Cor Bijster, holenderski kolarz torowy (zm. 1998)
- 1923:
  - Philip Warren Anderson, amerykański fizyk, laureat Nagrody Nobla (zm. 2020)
  - Edward Bede Clancy, australijski duchowny katolicki, arcybiskup Canberry i Sydney, kardynał (zm. 2014)
  - Larry Doby, amerykański baseballista (zm. 2003)
  - Antoni Tàpies, kataloński malarz, rzeźbiarz, teoretyk sztuki (zm. 2012)
- 1924:
  - Henri Baillot, francuski piłkarz (zm. 2000)
  - Krishna Prasad Bhattarai, nepalski polityk, premier Nepalu (zm. 2011)
  - Pierre Flamion, francuski piłkarz, trener (zm. 2004)
  - Jan Kulma, polski reżyser teatralny i telewizyjny, pisarz, kompozytor, filozof, żołnierz AK, uczestnik powstania warszawskiego (zm. 2019)
  - Maria Riva, amerykańska aktorka pochodzenia żydowskiego
- 1925:
  - Leon Bator, polski organista, pedagog (zm. 2002)
  - Albert Paulsen, amerykański aktor (zm. 2004)
  - Dick Van Dyke, amerykański aktor
- 1926:
  - Tadeusz Majewski, polski duchowny polskokatolicki, biskup (zm. 2002)
  - George Rhoden, jamajski lekkoatleta, sprinter (zm. 2024)
- 1927:
  - Geneviève Page, francuska aktorka (zm. 2025)
  - Krystyna Sieraczyńska, polska malarka (zm. 2025)
  - James Wright, amerykański poeta (zm. 1980)
- 1928:
  - Jerzy Parfiniewicz, polski pisarz, filatelista i publicysta filatelistyczny (zm. 2005)
  - Jewhen Swerstiuk, ukraiński eseista, dysydent (zm. 2014)
  - Jack Tramiel, amerykański przedsiębiorca pochodzenia polsko-żydowskiego (zm. 2012)
  - Dick Ukeiwé, francuski i nowokaledoński nauczyciel, samorządowiec, polityk (zm. 2013)
- 1929 – Christopher Plummer, kanadyjski aktor (zm. 2021)
- 1930:
  - Karl Braun, niemiecki duchowny katolicki, biskup Eichstätt, arcybiskup metropolita Bambergu
  - Dominic Carmon, amerykański duchowny katolicki, werbista, biskup pomocniczy Nowego Orleanu (zm. 2018)
  - Zdzisław Leśniak, polski aktor (zm. 2002)
  - Adam Socha, polski dziennikarz sportowy (zm. 2016)
- 1931:
  - James Garland, amerykański duchowny katolicki, biskup Marquette
  - Adolf Książkiewicz, polski elektryk, polityk, poseł na Sejm PRL (zm. 1994)
  - Zbigniew Strociak, polski piłkarz, hokeista, sędzia piłkarski i hokejowy
- 1932:
  - Francis Xavier Sudartanta Hadisumarta, indonezyjski duchowny katolicki, biskup Malang i Manokwari-Sorong (zm. 2022)
  - Kalevi Hämäläinen, fiński biegacz narciarski (zm. 2005)
  - Ferenc Sipos, węgierski piłkarz, trener (zm. 1997)
  - Jerzy Woźniak, polski inżynier metalurg, polityk, dyplomata (zm. 2023)
- 1933:
  - Lou Adler, amerykański producent muzyczny, menedżer, reżyser pochodzenia żydowskiego
  - Anna Hillbricht-Ilkowska, polska biolog, profesor nauk przyrodniczych (zm. 2021)
  - Natasza Zylska, polska piosenkarka pochodzenia żydowskiego (zm. 1995)
- 1934:
  - Czesław Drążek, polski duchowny katolicki, jezuita, dziennikarz (zm. 2009)
  - Richard D. Zanuck, amerykański producent filmowy (zm. 2012)
- 1935:
  - Ryszard Adamów, polski pisarz
  - Iwo Wojciechowski, polski ekolog, hydrobiolog (zm. 2006)
- 1936 – Aga Khan IV, brytyjski przedsiębiorca, imam aga chanów (zm. 2025)
- 1937:
  - Dimityr Dimow, bułgarski piłkarz
  - Robert Gernhardt, niemiecki satyryk, karykaturzysta, pisarz (zm. 2006)
- 1938:
  - Heino, niemiecki piosenkarz, wykonawca pieśni ludowych
  - Gus Johnson, amerykański koszykarz (zm. 1987)
- 1939:
  - Rudolf Flögel, austriacki piłkarz, trener
  - Søren Hancke, duński żeglarz sportowy
  - Robert Hosp, szwajcarski piłkarz (zm. 2021)
- 1940:
  - Ewald Janusz, polski kajakarz (zm. 2017)
  - Violetta Koseska-Toszewa, polska astrolog (zm. 2017)
  - Carol Locatell, amerykańska aktorka
  - Jutta Wachowiak, niemiecka aktorka
- 1941:
  - Jean Roatta, francuski samorządowiec, polityk
  - Catherine Tasca, francuska polityk
  - Ulla Wiesner, niemiecka piosenkarka, aktorka
- 1942:
  - Anna Eshoo, amerykańska polityk, kongreswoman
  - Ferguson Jenkins, kanadyjski baseballista
  - Hamish Wilson, brytyjski aktor (zm. 2020)
- 1943:
  - Ignacio Calderón, meksykański piłkarz, bramkarz
  - Wivina Demeester, belgijska i flamandzka działaczka samorządowa, polityk
  - Władysław Markowski, polski koszykarz, trener (zm. 2014)
  - Arturo Ripstein,meksykański reżyser, scenarzysta i producent filmowy pochodzenia żydowskiego
  - Walerian Sanetra, polski prawnik, wykładowca akademicki, sędzia Sądu Najwyższego
- 1944:
  - Władimir Gundarcew, rosyjski biathlonista (zm. 2014)
  - Guido Mannari, włoski aktor (zm. 1988)
  - Hanaa Abdel Fattah Metwaly, egipski aktor, reżyser teatralny, tłumacz, pedagog (zm. 2012)
- 1945:
  - Herman Cain, amerykański przedsiębiorca, polityk (zm. 2020)
  - Kathy Garver, amerykańska aktorka
  - Brian McGuire, australijski kierowca wyścigowy (zm. 1977)
- 1946:
  - Władimir Bystriakow, ukraiński kompozytor muzyki filmowej
  - Aleksander Chłopek, polski nauczyciel, polityk, poseł na Sejm RP
  - Mike Mosley, amerykański kierowca wyścigowy (zm. 1984)
  - Jan Kozłowski, polski biolog
  - Tom Pauling, australijski prawnik, polityk (zm. 2023)
  - Pierino Prati, włoski piłkarz (zm. 2020)
  - Tatjana Trietjakowa, rosyjska siatkarka
- 1947:
  - Darlene Cates, amerykańska aktorka (zm. 2017)
  - Getúlio Pedro da Cruz, brazylijski piłkarz, bramkarz
  - Luis Ángel González Macchi, paragwajski polityk, prezydent Paragwaju
- 1948:
  - Jeff Baxter, amerykański muzyk, członek zespołów: Steely Dan i The Doobie Brothers, specjalista ds. obrony przeciwrakietowej
  - Lillian Board, brytyjska lekkoatletka, sprinterka (zm. 1970)
  - Ted Nugent, amerykański gitarzysta, wokalista, producent muzyczny, członek zespołów: The Amboy Dukes i Damn Yankees
- 1949:
  - Tarık Akan, turecki aktor (zm. 2016)
  - Zofia Czernicka, polska dziennikarka, konferansjerka
  - Teresa Kaliska, polska siatkarka
  - Robert Lindsay, brytyjski aktor
  - Tom Verlaine, amerykański wokalista, gitarzysta, kompozytor, autor tekstów, członek zespołów: The Neon Boys i Television (zm. 2023)
- 1950:
  - Wojciech Kopciński, polski pisarz, scenarzysta, reżyser teatralny (zm. 2011)
  - Wendie Malick, amerykańska modelka, aktorka
- 1951:
  - Jirō Asada, japoński pisarz
  - Grażyna Gęsicka, polska socjolog, polityk, minister rozwoju regionalnego, poseł na Sejm RP (zm. 2010)
  - Lin Chuan, tajwański polityk, premier Tajwanu
- 1952:
  - Halina Jaworski, polska malarka abstrakcyjna
  - Larry Kenon, amerykański koszykarz
  - Agnieszka Mostowska, polska biolog
  - Bogusław Mróz, polski fizyk
  - Wacław Rapak, polski romanista
  - Stanisław Witek, polski nauczyciel, historyk, działacz opozycji antykomunistycznej, związkowiec (zm. 2024)
- 1953:
  - Ben Bernanke, amerykański ekonomista pochodzenia żydowskiego
  - Walek Dzedzej, polski muzyk, bard, poeta, lider zespołu Walek Dzedzej Pank Bend (zm. 2006)
  - Zoltán Magyar, węgierski gimnastyk
- 1954:
  - Anthony Costly, honduraski piłkarz
  - Hans-Henrik Ørsted, duński kolarz torowy i szosowy
  - José Van Tuyne, argentyński piłkarz
- 1955:
  - Joseph Mahmoud, francuski lekkoatleta, długodystansowiec pochodzenia marokańskiego
  - Glenn Roeder, angielski piłkarz, trener (zm. 2021)
  - Stanisław Stasiulewicz, polski malarz
  - Tim Steens, holenderski hokeista na trawie
  - Witold Zuchiewicz, polski geolog (zm. 2012)
- 1956:
  - Juan Fernández, dominikański aktor
  - Stanisław Żmijan, polski polityk, poseł na Sejm RP
- 1957:
  - Steve Buscemi, amerykański aktor pochodzenia włosko-irlandzkiego
  - Morris Day, amerykański muzyk, kompozytor, wokalista, członek zespołu The Time
  - Filippo Iannone, włoski duchowny katolicki, arcybiskup ad personam, biskup pomocniczy Neapolu, biskup Sora-Aquino-Pontecorvo, wiceregent Wikariatu Rzymskiego
  - Eric Marienthal, amerykański saksofonista
  - Wojciech Murdzek, polski polityk, samorządowiec, poseł na Sejm RP, prezydent Świdnicy
- 1958:
  - Kanako Higuchi, japońska aktorka
  - Detlef Macha, niemiecki kolarz torowy i szosowy (zm. 1994)
  - Dana Strum, amerykański basista, członek zespołu Vinnie Vincent Invasion
  - Alfonso de Vinuesa, hiszpański kierowca wyścigowy (zm. 1997)
  - Boris Zhukov, amerykański wrestler
- 1959:
  - Ernesto Giobando, argentyński duchowny katolicki, biskup pomocniczy Buenos Aires
  - Euzébius Chinekezy Ogbonna Managwu, czadyjski duchowny katolicki, biskup Port-Gentil w Gabonie
  - Massimo Paolucci, włoski samorządowiec, polityk
  - Gabriela Roel, meksykańska aktorka
- 1960:
  - José Eduardo Agualusa, angolski pisarz
  - Rusty Cundieff, amerykański aktor, reżyser i scenarzysta filmowy
  - Oliver Doeme, nigeryjski duchowny katolicki, biskup Maiduguri
  - Trey Gunn, amerykański muzyk, kompozytor, członek zespołu UKZ
  - Thomas Horschel, niemiecki zapaśnik
  - Henryk Ostrowski, polski związkowiec, polityk, poseł na Sejm RP (zm. 2021)
  - Wojciech Wojtasiak, polski elektronik
- 1961:
  - Harry Gregson-Williams, brytyjski kompozytor muzyki filmowej
  - Irene Sáez, wenezuelska polityk
  - Maurice Smith, amerykański kick-boxer, zawodnik MMA
  - Guðmundur Torfason, islandzki piłkarz, trener
- 1962:
  - Roger Ilegems, belgijski kolarz torowy i szosowy
  - Jamie Raskin, amerykański prawnik, polityk, kongresmen
  - Stevie Starr, szkocki performer
- 1963:
  - Ołeh Fediukow, ukraiński piłkarz, trener
  - Anna Jakubowicz-Bryx, polska pedagog, profesor nauk społecznych
  - Uwe-Jens Mey, niemiecki łyżwiarz szybki
  - Rick Parashar, amerykański producent muzyczny (zm. 2014)
- 1964:
  - Dieter Eilts, niemiecki piłkarz, trener
  - Ricardo Gomes, brazylijski piłkarz, trener
  - Grzegorz Komendarek, polski aktor, kucharz (zm. 2014)
  - Arturs Krišjānis Kariņš, łotewski polityk, premier Łotwy
  - Hideto Matsumoto, japoński gitarzysta, członek zespołu X-Japan (zm. 1998)
  - Jiří Pomeje, czeski aktor, producent filmowy (zm. 2019)
  - Ildo Augusto dos Santos Lopes Fortes, portugalski duchowny katolicki, biskup Mindelo
- 1965:
  - María Dolores de Cospedal, hiszpańska polityk
  - Zbigniew Spruch, polski kolarz szosowy
  - Grzegorz Wagner, polski siatkarz
- 1966:
  - Didier van der Hove, belgijsko-kolumbijski aktor
  - Kristen McMenamy, brytyjska modelka
  - Jure Zdovc, słoweński koszykarz, trener
- 1967:
  - Thomas Bushnell, amerykański zakonnik, programista
  - Jamie Foxx, amerykański aktor, komik, wokalista
  - Ewa Gawryluk, polska aktorka
  - Kamel Kaci-Saïd, algierski piłkarz
  - Andrej Kowaczew, bułgarski polityk
  - Mika Kuusisto, fiński biegacz narciarski
  - NeNe Leakes, amerykańska aktorka
  - Veli Paloheimo, fiński tenisista
- 1968:
  - Klaus Badelt, niemiecki kompozytor muzyki filmowej
  - Danny Boy, amerykański raper
  - Arūnas Gelūnas, litewski malarz, teoretyk sztuki, japonista, działacz kulturalny i społeczny, polityk
  - Bennie Labuschagne, południowoafrykański zapaśnik
  - Nikołaj Matiuchin, rosyjski lekkoatleta, chodziarz
  - Leopoldo Ndakalako, angolski duchowny katolicki, biskup Menongue
  - Morgan Rose, amerykański perkusista, członek zespołu Sevendust
- 1969:
  - Paul Attwood, brytyjski bobsleista
  - Andrea Benvenuti, włoski lekkoatleta, średniodystansowiec
  - Tony Curran, szkocki aktor
  - Siergiej Fiodorow, rosyjski hokeista
  - Mehmet Gürs, turecki szef kuchni
  - Petri Helin, fiński piłkarz
  - Fredrik Lööf, szwedzki żeglarz sportowy
  - Marcela Morelo, argentyńska piosenkarka
  - Jacky Peeters, belgijski piłkarz
- 1970:
  - Tonja Buford-Bailey, amerykańska lekkoatletka, płotkarka
  - Eoin Jess, szkocki piłkarz
  - Bart Johnson, amerykański aktor, reżyser i scenarzysta filmowy
  - Gerlinde Kaltenbrunner, austriacka alpinistka, himalaistka
  - Danny Lohner, amerykański muzyk, kompozytor, producent muzyczny
  - Ireneusz Mamrot, polski piłkarz, trener
  - Võ Văn Thưởng, wietnamski polityk, prezydent Wietnamu
  - Tamara Vonta, słoweńska polityczka
- 1971:
  - Vaughan Coveny, nowozelandzki piłkarz, trener
  - Naomi Long, brytyjska działaczka samorządowa, polityk
  - Jeffrey Pierce, amerykański aktor, reżyser i producent filmowy
  - Totchtawan Sripan, tajski piłkarz, trener
- 1972:
  - Nader El-Sayed, egipski piłkarz, bramkarz
  - Matti Kärki, szwedzki muzyk, wokalista, kompozytor, autor tekstów, członek zespołów: Carbonized, General Surgery, Carnage, Therion, Dismember i Adversary
  - American McGee, amerykański projektant gier komputerowych
  - Mark Morton, amerykański gitarzysta, kompozytor, członek zespołu Lamb of God
  - Mauricio Solís, kostarykański piłkarz
- 1973:
  - Emre Aşık, turecki piłkarz
  - Gelegdżamcyn Ösöchbajar, mongolski zapaśnik
- 1974:
  - Robert Chalifoux, kanadyjski kulturysta, wrestler
  - David Jemmali, tunezyjski piłkarz
  - Nick McCarthy, brytyjsko-niemiecki muzyk[4]
  - Heorhij Piławow, ukraiński szachista, sędzia szachowy
  - Wamberto, brazylijski piłkarz
  - Karol Weitz, polski prawnik, wykładowca akademicki, sędzia Sądu Najwyższego
- 1975:
  - Tom DeLonge, amerykański gitarzysta, wokalista, członek zespołów: Blink-182, Box Car Racer i Angels & Airwaves
  - Juraj Draxler, słowacki politolog, polityk
  - Piotr Karpiński, polski dziennikarz sportowy
  - Bahar Mert, turecka siatkarka
  - Félix Sánchez Bas, hiszpański trener piłkarski
  - Javi Venta, hiszpański piłkarz
  - Przemysław Wejmann, polski gitarzysta, wokalista, producent i realizator muzyczny, członek zespołu Guess Why
- 1976:
  - Paavo Arhinmäki, fiński polityk
  - Viola Bauer, niemiecka biegaczka narciarska
  - Christofer Fjellner, szwedzki polityk
  - Dan Howard, australijski siatkarz
  - MaLoY, filipińska piosenkarka
  - Nenad Mladenović, serbski piłkarz
  - Mark Paston, nowozelandzki piłkarz, bramkarz
  - Radosław Sobolewski, polski piłkarz, trener
  - Rama Yade, francuska polityk pochodzenia senegalskiego
- 1977:
  - Classified, kanadyjski raper, producent muzyczny
  - Andrew Higginson, angielski snookerzysta
  - Ahmed al-Nami, saudyjski terrorysta (zm. 2001)
  - Lauri Porra, fiński gitarzysta, basista, wokalista, kompozytor, członek zespołu Stratovarius
- 1978:
  - Patrick Allotey, ghański piłkarz (zm. 2007)
  - Ołeksandr Mełaszczenko, ukraiński piłkarz
  - Żanna Proniczewa, rosyjska siatkarka
  - Aleksandr Sawkin, rosyjski wioślarz
  - Okan Yalabık, turecki aktor
- 1979:
  - Gustavo Cabrera, gwatemalski piłkarz
  - Artiom Czubarow, rosyjski hokeista
  - Luke Steele, australijski wokalista, kompozytor, członek zespołu The Sleepy Jackson i duetu Empire of the Sun
  - Nathan Wilmot, australijski żeglarz sportowy
- 1980:
  - Alan Alborn, amerykański skoczek narciarski
  - Ołżas Bektenow, kazachski polityk
  - Anna Giordano Bruno, włoska lekkoatletka, tyczkarka
  - Becky Holliday, amerykańska lekkoatletka, tyczkarka
  - Małgorzata Jurkowska, polska koszykarka, trenerka
  - Wioletta Potępa, polska lekkoatletka, dyskobolka i kulomiotka
  - Agnieszka Włodarczyk, polska aktorka, piosenkarka
- 1981:
  - Olesia Arsłanowa, kazachska siatkarka
  - Paul Essola, kameruński piłkarz
  - Johann Grugger, austriacki narciarz alpejski
  - Alhaji Jeng, szwedzki lekkoatleta, tyczkarz pochodzenia gambijskiego
  - Amy Lee, amerykańska wokalistka, członkini zespołu Evanescence
  - Abubakari Yakubu, ghański piłkarz (zm. 2017)
- 1982:
  - Mariana Dias Ximenez, wschodniotimorska lekkoatletka, maratonka
  - Francis Dickoh, ghański piłkarz
  - Elisa Di Francisca, włoska florecistka
  - Aleksandra Dzik, polska alpinistka
  - Andrejs Elksniņš, łotewski prawnik, samorządowiec, polityk, mer Dyneburga
  - Dan Hamhuis, kanadyjski hokeista
  - Simona Krupeckaitė, litewska kolarka torowa
  - Tuka Rocha, brazylijski kierowca wyścigowy (zm. 2019)
  - Alison Shanks, nowozelandzka kolarka torowa i szosowa
  - Marie-Pierre Vedrenne, francuska prawnik, polityk, eurodeputowana
- 1983:
  - Alekos Aleku, cypryjski piłkarz
  - Margułan Äsembekow, kazachski zapaśnik
  - David Fox, angielski piłkarz
  - Han Xiaopeng, chiński narciarz dowolny
  - Laura Hodges, australijska koszykarka
  - Janeth Jepkosgei Busienei, kenijska lekkoatletka, biegaczka średniodystansowa
  - Otylia Jędrzejczak, polska pływaczka, działaczka sportowa
  - Aleksander Milwiw-Baron, polski muzyk, kompozytor, producent muzyczny, członek zespołu Afromental
  - Michele Muratori, sanmaryński polityk, kapitan regent San Marino
  - Daniel Ross Owens, amerykański aktor
  - Nikola Sedlak, serbski szachista
  - Mejdi Traoui, tunezyjski piłkarz
  - Kimberly Vandenberg, amerykańska pływaczka
- 1984:
  - Santi Cazorla, hiszpański piłkarz
  - Amal El-Mohtar, kanadyjska pisarka, poetka, krytyk literacki pochodzenia libańskiego
  - Michal Kadlec, czeski piłkarz
  - Joanna Moro, polska aktorka
  - Hanna-Maria Seppälä, fińska pływaczka
  - Irakli Turmanidze, gruziński sztangista
- 1985:
  - Marina Akułowa, rosyjska siatkarka
  - Frida Hansdotter, szwedzka narciarka alpejska
  - Michał Wypij, polski samorządowiec, polityk, poseł na Sejm RP
- 1986:
  - Joanna Bałdyga, polska lekkoatletka, oszczepniczka
  - Mikael Lustig, szwedzki piłkarz
  - Ewelina Wojnarowska, polska kajakarka
- 1987:
  - Albert Adomah, ghański piłkarz
  - Marcin Łazarski, polski piosenkarz, kompozytor, producent muzyczny
  - Thabo Matlaba, południowoafrykański piłkarz
  - Antonio Pribanić, chorwacki piłkarz ręczny
  - Michael Socha, brytyjski aktor pochodzenia polsko-irlandzko-włoskiego
- 1988:
  - Bai Xue, chińska lekkoatletka, biegaczka długodystansowa
  - Darcy Blake, walijski piłkarz
  - Charles Cousins, brytyjski wioślarz
  - Patrycja Mazurczak, polska koszykarka
- 1989:
  - Cécilia Berder, francuska szablistka
  - Hellen Obiri, kenijska lekkoatletka, biegaczka średnio- i długodystansowa
  - Filip Kraljević, chorwacki koszykarz
  - Ksienija Pałkina, kirgiska tenisistka
  - Nerea Pena, hiszpańska piłkarka ręczna
  - Taylor Swift, amerykańska piosenkarka, autorka tekstów, aktorka
  - Tim Tscharnke, niemiecki biegacz narciarski
- 1990:
  - Corey Anderson, nowozelandzki krykiecista
  - Fletcher Cox, amerykański futbolista
  - Anton Hysén, szwedzki piłkarz
  - Nick Roux, amerykański aktor, piosenkarz
  - Arantxa Rus, holenderska tenisistka
- 1991:
  - Senah Mango, togijski piłkarz
  - Sara McManus, szwedzka curlerka
  - Aleksandar Sedlar, serbski piłkarz
  - Władimir Tarasienko, rosyjski hokeista
  - Nikola Vukčević, czarnogórski piłkarz
- 1992:
  - Anastasija Bryzgałowa, rosyjska curlerka
  - Matthijs Büchli, holenderski kolarz torowy
  - Yūki Horigome, japoński piłkarz
- 1993:
  - Abdiel Arroyo, panamski piłkarz
  - Danielle Collins, amerykańska tenisistka
  - Jakub Plšek, czeski piłkarz
  - Alexandra Tavernier, francuska lekkoatletka, młociarka
- 1994:
  - A*M*E, brytyjska piosenkarka pochodzenia sierraleońskiego
  - Patcharin Cheapchandej, tajska tenisistka
  - Laura Flippes, francuska piłkarka ręczna
  - Pau López, hiszpański piłkarz, bramkarz
  - Goitseone Phoko, botswański piłkarz, bramkarz
- 1995:
  - Emilee Anderson, amerykańska skoczkini narciarska
  - Kamil Dolny, polski hokeista
  - Aslı Kalaç, turecka siatkarka
  - Beata Pacut, polska judoczka
- 1996:
  - Yhoan Andzouana, kongijski piłkarz
  - Warwara Flink, rosyjska tenisistka
  - Aurora Galli, włoska piłkarka
  - Megan Gustafson, amerykańska koszykarka
  - Townley Haas, amerykański pływak
  - Tamás Kenderesi, węgierski pływak
  - Aïssa Laïdouni, tunezyjski piłkarz
  - Nicolai Rapp, niemiecki piłkarz
  - Marek Rodák, słowacki piłkarz, bramkarz
- 1997:
  - Daniel Doheny, kanadyjski aktor
  - Łukasz Gogola, polski piłkarz ręczny
  - Dávid Hancko, słowacki piłkarz
  - Leyla Tanlar, turecka aktorka, modelka
- 1998:
  - Osman Bukari, ghański piłkarz
  - Takuto Otoguro, japoński zapaśnik
- 1999:
  - Marina Bassols Ribera, hiszpańska tenisistka
  - Ildi Gruda, albański piłkarz
  - Adrian Gryszkiewicz, polski piłkarz
  - Luo Lannuan, chińska zapaśniczka
- 2000:
  - Edward Lessing, południowoafrykański zapaśnik
  - Lisa Schulte, austriacka saneczkarka
  - Kristers Tobers, łotewski piłkarz
  - Simona Waltert, szwajcarska tenisistka
- 2003:
  - Jhon Durán, kolumbijski piłkarz
  - Jorge Guzmán, meksykański piłkarz
  - Michael Kostka, polsko-niemiecki piłkarz
- 2004 – Matt Ox, amerykański raper, piosenkarz, autor tekstów
- 2005:
  - Emeryk, belgijski książę
  - Mikołaj, belgijski książę

## Zmarli
- 558 – Childebert I, władca Franków (ur. 496)
- 720 – Otylia z Hohenburga, francuska benedyktynka, święta (ur. ok. 660)
- 940 – Ar-Radi, dwudziesty kalif Abbasydów (ur. 909)
- 1048 – Biruni, perski uczony (ur. 973)
- 1124 – Kalikst II, papież (ur. ?)
- 1126 – Henryk IX Czarny, książę Bawarii (ur. 1075)
- 1204 – Majmonides, żydowski lekarz, filozof (ur. 1135)
- 1213 – Wilhelm, książę Lüneburga (ur. 1184)
- 1230 – Eutymiusz II, prawosławny patriarcha Jerozolimy (ur. ?)
- 1277 – Jan, książę Lüneburga (ur. ok. 1242)
- 1250 – Fryderyk II Hohenstauf, cesarz rzymsko-niemiecki (ur. 1194)
- 1312 – (lub 1313) Jan Parricida, książę Austrii i Styrii (ur. 1290)
- 1349 – Marcin Baryczka, polski duchowny katolicki (ur. ?)
- 1404 – Albrecht I, książę Bawarii (ur. 1336)
- 1464 – Pierre de Foix, francuski kardynał (ur. 1386)
- 1465 – Agnese del Maino, włoska arystokratka (ur. ok. 1401)
- 1466 – Donatello, włoski rzeźbiarz (ur. 1386)
- 1516 – Johannes Trithemius, niemiecki benedyktyn, pisarz, historyk, matematyk, kryptograf (ur. 1462)
- 1521 – Manuel I Szczęśliwy, król Portugalii (ur. 1469)
- 1528 – Kazimierz II, książę cieszyński (ur. 1448–53)
- 1557 – Niccolò Tartaglia, włoski matematyk, geodeta (ur. ?)
- 1565 – Konrad Gesner, szwajcarski bibliograf, bibliofil, lekarz, przyrodnik, filolog, lingwista, wydawca (ur. 1516)
- 1585 – Luigi Groto, włoski niewidomy poeta, dramaturg, lutnista, aktor (ur. 1541)
- 1592 – Philippe de Lénoncourt, francuski duchowny katolicki, biskup Châlons-en-Champagne, kardynał (ur. 1527)
- 1599 – Enrico Caetani, włoski kardynał (ur. 1550)
- 1603 – Aleksander Ostrogski, polski książę, polityk (ur. 1570)
- 1621 – Katarzyna Stenbock, królowa Szwecji (ur. 1535)
- 1629 – Mikołaj Oleśnicki, polski szlachcic, polityk (ur. 1558)
- 1641 – Joanna de Chantal, francuska zakonnica, święta (ur. 1572)
- 1671 – Antoni Grassi, włoski filipin, błogosławiony (ur. 1592)
- 1689 – Zbigniew Morsztyn, polski poeta ariański (ur. ok. 1625)
- 1693:
  - Dosyteusz, mołdawski duchowny prawosławny, metropolita Mołdawii, humanista, poeta, tłumacz (ur. 1624)
  - Willem van de Velde (starszy), holenderski malarz marynista (ur. 1611)
- 1716 – Charles de La Fosse, francuski malarz (ur. 1636)
- 1721 – Alexander Selkirk, szkocki żeglarz, pirat (ur. 1676)
- 1729 – Anthony Collins, brytyjski filozof (ur. 1676)
- 1740 – Benedetto Erba Odescalchi, włoski duchowny katolicki, arcybiskup Mediolanu, kardynał (ur. 1679)
- 1754:
  - Mahmud I, sułtan Imperium Osmańskiego (ur. 1696)
  - Jerzy Radziwiłł, polski polityk, wojewoda nowogródzki, książę Świętego Cesarstwa Rzymskiego (ur. 1721)
- 1769 – Christian Gellert, niemiecki pisarz (ur. 1715)
- 1774 – Susanne von Klettenberg, niemiecka diakonisa luterańska, autorka pieśni religijnych (ur. 1723)
- 1784 – Samuel Johnson, brytyjski pisarz, leksykograf (ur. 1709)
- 1785 – Jan Duwall, polski duchowny katolicki, biskup nominat tarnowski (ur. 1720)
- 1791 – Louis-Augustin Blondel, francuski wojskowy, dyplomata (ur. 1696)
- 1793 – Louis du Chatelet, francuski dyplomata (ur. 1727)
- 1805 – Armand François Louis de Mestral de Saint-Saphorin, duński dyplomata pochodzenia szwajcarskiego (ur. 1738)
- 1813 – Antoine Parmentier, francuski agronom, farmaceuta (ur. 1737)
- 1814 – Charles-Joseph de Ligne, książę Świętego Cesarstwa Rzymskiego, dyplomata i wojskowy w służbie austriackiej (ur. 1735)
- 1817 – Pál Kitaibel, węgierski chemik, botanik (ur. 1757)
- 1826 – Stanisław Bohusz Siestrzeńcewicz, polski duchowny katolicki, koadiutor wileński i arcybiskup mohylewski, poeta, dramatopisarz, tłumacz, slawista (ur. 1731)
- 1829 – Jan Bogumił Jacobi, polski malarz pochodzenia niemieckiego (ur. ok. 1743)
- 1834 – Charles Goldsborough, amerykański polityk (ur. 1765)
- 1850 – Franciszek Sznajde, polski generał (ur. 1790)
- 1861 – Tomasz Aleksander Potocki, polski ziemianin, oficer, działacz społeczny, publicysta (ur. 1809)
- 1863 – Friedrich Hebbel, niemiecki pisarz (ur. 1813)
- 1866:
  - Piotr Cho Hwa-sŏ, koreański męczennik i święty katolicki (ur. 1815)
  - Bartłomiej Chŏng Mun-ho, koreański męczennik i święty katolicki (ur. 1801)
  - Piotr Chŏng Wŏn-ji, koreański męczennik i święty katolicki (ur. 1845)
  - Piotr Son Sŏn-ji, koreański męczennik i święty katolicki (ur. 1820)
  - Piotr Yi Myŏng-sŏ, koreański męczennik i święty katolicki (ur. 1821)
- 1867 – Artur Grottger, polski malarz (ur. 1837)
- 1868 – Carl Friedrich Philipp von Martius, niemiecki botanik, podróżnik (ur. 1794)
- 1869 – Gustav von Kramsta, niemiecki przemysłowiec (ur. 1815)
- 1875 – Wincenty Lipski, polski duchowny katolicki, biskup pomocniczy i administrator diecezji tyraspolskiej (ur. 1795)
- 1878 – Robert Zanibal, polski nauczyciel, działacz narodowy, pisarz ludowy, krajoznawca, folklorysta (ur. 1843)
- 1879:
  - Leon Szancer, polski lekarz, działacz społeczny, filantrop, uczestnik powstania listopadowego (ur. 1802)
  - Seweryn Zdzitowiecki, polski chemik, metalurg, wykładowca akademicki (ur. 1802)
- 1881 – August Šenoa, chorwacki pisarz (ur. 1838)
- 1889 – Władysław Hirszel, polski architekt (ur. 1831)
- 1891 – Gustav von Loeper, niemiecki prawnik (ur. 1822)
- 1893 – Lazar Dokić, serbski lekarz, polityk, premier Serbii (ur. 1845)
- 1895 – Ányos Jedlik, węgierski duchowny katolicki, fizyk, wynalazca, wykładowca akademicki (ur. 1800)
- 1896 – Wilhelm Joseph von Wasielewski, niemiecki skrzypek, dyrygent, pedagog (ur. 1822)
- 1898 – George Frederick Bristow, amerykański skrzypek, dyrygent, kompozytor (ur. 1825)
- 1901 – Wilhelm Bogusławski, polski prawnik, historyk (ur. 1825)
- 1904:
  - Włodzimierz Siemiginowski, polski ziemianin, polityk (ur. 1835)
  - Nikołaj Sklifosowski, rosyjski lekarz, chirurg, fizjolog, wykładowca akademicki (ur. 1836)
- 1906:
  - Charles Hamilton Aïdé, brytyjski prozaik, poeta pochodzenia ormiańskiego (ur. 1826)
  - Leon Krukowski, polski drukarz pochodzenia żydowskiego (ur. ok. 1840)
- 1907 – Michał Glücksberg, polski księgarz, drukarz, wydawca pochodzenia żydowskiego (ur. 1838)
- 1909 – Innokientij Annienski, rosyjski pisarz, krytyk literacki, tłumacz (ur. 1855)
- 1911 – Thomas Blake Glover, szkocki kupiec, przemysłowiec (ur. 1838)
- 1912 – Yūjirō Motora, japoński psycholog, wykładowca akademicki (ur. 1858)
- 1914 – Ludomir Cieśliński, polski działacz niepodległościowy i socjalistyczny, żołnierz Legionów Polskich (ur. 1878)
- 1916 – Antonin Mercié, francuski arystokrata, malarz, rzeźbiarz (ur. 1845)
- 1918:
  - Julius Fichter, francuski pilot wojskowy, as myśliwski (ur. 1891)
  - Edward Gascoyne-Cecil, brytyjski arystokrata, wojskowy (ur. 1867)
  - Andrij Załywczy, ukraiński rewolucjonista, pisarz (ur. 1892)
- 1919 – Mieczysław Zajączkowski, polski kapitan (ur. 1894)
- 1920 – Jan Bartoszewski, polski duchowny greckokatolicki, teolog, wykładowca akademicki (ur. 1852)
- 1921:
  - Maria Magdalena od Męki Pańskiej, włoska zakonnica, błogosławiona (ur. 1845)
  - Max Noether, niemiecki matematyk, wykładowca akademicki pochodzenia żydowskiego (ur. 1844)
- 1922:
  - Arthur Wesley Dow, amerykański malarz, grafik, fotograf, pedagog (ur. 1857)
  - John William Godward, brytyjski malarz (ur. 1861)
  - Hannes Hafstein, islandzki poeta, polityk, pierwszy premier Islandii (ur. 1861)
  - Józef Ożegalski, polski publicysta, pisarz, uczestnik powstania styczniowego (ur. 1848)
- 1924:
  - Jan Gąsienica Daniel, polski przewodnik tatrzański (ur. 1856)
  - Samuel Gompers, amerykański związkowiec pochodzenia żydowskiego (ur. 1850)
  - Michaił Sarafow, bułgarski dyplomata, polityk (ur. 1854)
  - Albert Eduard Toepffer, niemiecki przemysłowiec (ur. 1841)
- 1925:
  - Nathan Edwin Brill, amerykański lekarz (ur. 1860)
  - Antonio Maura, hiszpański polityk, premier Hiszpanii (ur. 1853)
- 1926:
  - Alfred Emmott, brytyjski arystokrata, polityk (ur. 1858)
  - Longin Latawiec, polski kapitan, kupiec (ur. 1897)
  - Théo van Rysselberghe, belgijski malarz, rzeźbiarz, designer (ur. 1862)
- 1928:
  - Charles Billings, amerykański strzelec sportowy (ur. 1886)
  - Marceli Denkiewicz, polski restaurator, podporucznik, uczestnik powstania styczniowego (ur. 1846)
- 1929 – Philippe Wolfers, belgijski jubiler (ur. 1858)
- 1930:
  - Mieczysław Korwin Piotrowski, polski malarz (ur. 1869)
  - Aleksander Morawski, polski podpułkownik, prawnik, polityk, wojewoda stanisławowski (ur. 1877)
  - Stanisław Piątkiewicz, polski rzeźbiarz (ur. 1859)
  - Fritz Pregl, austriacki chemik, fizjolog, wykładowca akademicki, laureat Nagrody Nobla (ur. 1869)
- 1931 – Gustave Le Bon, francuski socjolog, psycholog, wykładowca akademicki (ur. 1841)
- 1932:
  - Edward Treacher Collins, brytyjski chirurg, okulista (ur. 1862)
  - Tadeusz Łada-Bieńkowski, polski rotmistrz (ur. 1886)
- 1933 – Henryk Halban, polski neurolog, psychiatra, wykładowca akademicki pochodzenia żydowskiego (ur. 1870)
- 1934:
  - William Poel, brytyjski aktor, reżyser teatralny (ur. 1852)
  - Michaił Prżewalski, rosyjski generał, emigrant (ur. 1859)
  - Karl Schubert, niemiecki botanik (ur. 1902)
- 1935:
  - Victor Grignard, francuski chemik, wykładowca akademicki, laureat Nagrody Nobla (ur. 1871)
  - Katherine Routledge, brytyjska antropolog, archeolog (ur. 1866)
- 1936:
  - Ołeksa Ałmaziw, ukraiński generał (ur. 1886)
  - Jean Strubbe, belgijski piłkarz (ur. 1887)
- 1939 – Jerzy Czarniecki, polski kapitan, wszechstronny sportowiec, działacz sportowy (ur. 1904)
- 1941:
  - Ludwik Pius Bartosik, polski franciszkanin, męczennik, błogosławiony (ur. 1909)
  - Franciszek Jossé, polski urzędnik skarbowy, polityk, kierownik resortu skarbu (ur. 1861)
  - Bolesław Piotrowski, polski pułkownik piechoty (ur. 1885)
- 1942:
  - Kazimierz Damm, polski kapitan piechoty (ur. 1894)
  - Włodzimierz Ledóchowski, polski jezuita, generał zakonu (ur. 1866)
  - Juliusz Rydygier, polski działacz ruchu robotniczego (ur. 1892)
- 1943:
  - Aleksiej Chłobystow, radziecki pilot wojskowy, as myśliwski (ur. 1918)
  - Gong Xinzhan, chiński polityk (ur. 1869)
  - Iwan Klun, rosyjski malarz awangardowy (ur. 1873)
  - Jan Orliński, polski działacz komunistyczny, żołnierz GL (ur. 1911)
  - Friedrich Pabst, niemiecki architekt, urbanista (ur. ?)
  - Emil Rauer, polski przemysłowiec, działacz niepodległościowy i społeczny (ur. 1870)
- 1944:
  - Jan Harajda, polsko-węgierski prawnik, tłumacz, działacz kultury, pedagog (ur. 1905)
  - Wassily Kandinsky, rosyjski malarz, grafik, teoretyk sztuki (ur. 1866)
  - Olga Sanfirowa, radziecka pilotka wojskowa (ur. 1917)
  - Diether Todenhagen, niemiecki oficer marynarki, kapitan okrętów podwodnych (ur. 1920)
  - Lupe Vélez, meksykańska aktorka, piosenkarka, tancerka (ur. 1908)
- 1945:
  - Johanna Bormann, niemiecka funkcjonariuszka i zbrodniarka nazistowska (ur. 1893)
  - Robert Cena, polski działacz ludowy, polityk (ur. 1863)
  - Wilhelm Dörr, niemiecki funkcjonariusz i zbrodniarz nazistowski (ur. 1921)
  - Karl Francioh, niemiecki funkcjonariusz i zbrodniarz nazistowski (ur. 1912)
  - Robert van Genechten, holenderski publicysta, polityk pochodzenia belgijskiego (ur. 1895)
  - Franz Hössler, niemiecki funkcjonariusz i zbrodniarz nazistowski (ur. 1906)
  - Fritz Klein, niemiecki lekarz, zbrodniarz nazistowski (ur. 1888)
  - Josef Kramer, niemiecki funkcjonariusz i zbrodniarz nazistowski (ur. 1906)
  - Ansgar Pichen, duński kapo, zbrodniarz wojenny (ur. 1913)
  - Franz Stöfel, niemiecki funkcjonariusz i zbrodniarz nazistowski (ur. 1915)
  - Elisabeth Volkenrath, niemiecka funkcjonariuszka i zbrodniarka nazistowska (ur. 1919)
  - Peter Weingärtner, niemiecki funkcjonariusz i zbrodniarz nazistowski (ur. 1913)
- 1946 – Konrad Haebler, niemiecki historyk, bibliotekarz, badacz początków drukarstwa (ur. 1857)
- 1947:
  - Jan Piotrowski, polski dziennikarz (ur. 1889)
  - Nikołaj Roerich, rosyjski artysta malarz, pisarz, podróżnik, archeolog (ur. 1874)
- 1948:
  - Jan Franciszek Konopka, polski działacz społeczny i polityczny (ur. 1855)
  - Marian Turkowski, polski generał brygady (ur. 1894)
- 1949:
  - Jurgis Kriksčiunas, litewski porucznik, partyzant antysowiecki (ur. 1919)
  - Jan Morawiński, polski historyk sztuki, muzeolog (ur. 1907)
  - Vitas Prabulis, litewski partyzant antysowiecki (ur. ?)
- 1950:
  - Longyn Cehelski, ukraiński działacz społeczny i polityczny, dyplomata, adwokat, dziennikarz (ur. 1875)
  - Abraham Wald, węgierski matematyk, statystyk, wykładowca akademicki pochodzenia żydowskiego (ur. 1902)
- 1951 – Selim Palmgren, fiński kompozytor, pianista, krytyk muzyczny (ur. 1878)
- 1952:
  - Andrzej Czarniak, polski architekt, narciarz (ur. 1900)
  - Henryk Stanisław Mościcki, polski historyk, wykładowca akademicki (ur. 1881)
- 1953:
  - Matthew Cowley, amerykański przywódca religijny, misjonarz, prawnik (ur. 1897)
  - Nikołaj Kiriuchin, radziecki generał porucznik (ur. 1896)
  - Ethel Muckelt, brytyjska łyżwiarka figurowa (ur. 1885)
- 1954:
  - Sälymżan Galijew, radziecki i kazachski polityk (ur. 1910)
  - Jan Włodzimierz Lgocki, polski przedsiębiorca, urzędnik państwowy (ur. 1889)
  - Nora O’Mahony, irlandzka poetka i powieściopisarka (ur. 1866)
- 1955:
  - Wanda Kossecka, polska projektantka tkanin (ur. 1887 lub 93)
  - Egas Moniz, portugalski psychiatra, neurochirurg, laureat Nagrody Nobla (ur. 1874)
  - Léon Werth, francuski dziennikarz, krytyk sztuki, eseista, prozaik pochodzenia żydowskiego (ur. 1878)
- 1956 – Arthur Grimble, brytyjski pisarz, urzędnik administracji kolonialnej (ur. 1888)
- 1957 – Zachar Ałfiorow, rosyjski generał, polityk, pisarz i publicysta emigracyjny (ur. 1874)
- 1958 – Maria Pawłowna Romanowa, wielka księżna rosyjska i szwedzka (ur. 1890)
- 1959:
  - Peter Platzer, austriacki i niemiecki piłkarz (ur. 1910)
  - Franz Potrykus, niemiecki przedsiębiorca, polityk (ur. 1897)
- 1960 – Dora Marsden, brytyjska feministka (ur. 1882)
- 1961:
  - Mikołaj (Jaruszewicz), rosyjski biskup prawosławny (ur. 1892)
  - Grandma Moses, amerykańska malarka (ur. 1860)
- 1962 – Harry Barris, amerykański piosenkarz jazzowy, pianista i autor tekstów (ur. 1905)
- 1963 – Dieter Berger, niemiecki robotnik, ofiara muru berlińskiego (ur. 1939)
- 1964 – Pedro Petrone, urugwajski piłkarz (ur. 1905)
- 1966:
  - Nils Frykberg, szwedzki lekkoatleta, średniodystansowiec (ur. 1888)
  - Stanisław Mikołajczyk, polski polityk, działacz ruchu ludowego, minister rolnictwa, wicepremier, premier RP na uchodźstwie (ur. 1901)
- 1967:
  - Walerija Barsowa, rosyjska śpiewaczka operowa (sopran koloraturowy), pedagog (ur. 1892)
  - Zygmunt Szempliński, polski ekonomista, sowietolog, wykładowca akademicki, publicysta, działacz emigracyjny (ur. 1900)
  - Władysław Wielhorski, polski historyk, politolog, wykładowca akademicki, polityk, poseł na Sejm RP (ur. 1885)
- 1968:
  - Johann Koplenig, austriacki polityk komunistyczny (ur. 1891)
  - Aleksiej Kleszczow, radziecki generał major, polityk (ur. 1905)
- 1969:
  - Józef Agaton Morawski, polski ziemianin, kapitan, rolnik, polityk, poseł na Sejm RP (ur. 1893)
  - Raymond Spruance, amerykański admirał (ur. 1886)
- 1971:
  - Iwan Baszew, bułgarski prawnik, dyplomata, polityk (ur. 1916)
  - Gotthard Heinrici, niemiecki generał (ur. 1886)
  - Leopold Jan Kronenberg, polski ziemianin, agronom, oficer kawalerii pochodzenia żydowskiego (ur. 1891)
  - Dita Parlo, niemiecka aktorka (ur. 1908)
  - Kazimierz Seichter, polski piłkarz (ur. 1900)
- 1972:
  - Jan Cybis, polski malarz, pedagog, krytyk sztuki (ur. 1897)
  - Leslie Poles Hartley(inne języki), brytyjski pisarz (ur. 1895)
  - René Mayer, francuski polityk, premier Francji (ur. 1895)
- 1973:
  - Giuseppe Beltrami, włoski kardynał, nuncjusz apostolski (ur. 1889)
  - Włodzimierz Dembiński, polski generał brygady, prawnik (ur. 1889)
- 1974:
  - Robert Bennett, amerykański lekkoatleta, młociarz (ur. 1919)
  - Henry de Monfreid, francuski poszukiwacz przygód, pisarz (ur. 1879)
- 1975:
  - Cyril Delevanti, amerykański aktor (ur. 1889)
  - David Lindsay, brytyjski arystokrata, polityk (ur. 1900)
  - Woo Sang-kwon, południowokoreański piłkarz, trener (ur. 1926)
- 1976 – Vladas Jakubėnas, litewski kompozytor, krytyk muzyczny, pedagog (ur. 1903)
- 1978:
  - Robert Alt, niemiecki pedagog (ur. 1905)
  - Manuel Alfonso de Carvalho, portugalski duchowny katolicki, biskup Angry (ur. 1912)
  - Stefan Kownas, polski botanik, wykładowca akademicki (ur. 1898)
- 1979:
  - Alfred Bengsch, niemiecki duchowny katolicki, biskup Berlina, kardynał (ur. 1921)
  - Jon Hall, amerykański aktor (ur. 1915)
  - Ďžems Raudziņš, łotewski koszykarz (ur. 1910)
- 1980:
  - Siergiej Andriuszczenko, radziecki generał porucznik (ur. 1912)
  - Kiyoshi Hasegawa, japoński malarz, drzeworytnik (ur. 1891)
  - Svend Olsen, duński sztangista (ur. 1908)
  - Edward Sturlis, polski reżyser filmów animowanych (ur. 1927)
- 1981:
  - Cornelius Cardew, brytyjski kompozytor, pianista, krytyk muzyczny (ur. 1936)
  - William K. Jackson, amerykański działacz religijny, członek Ciała Kierowniczego Świadków Jehowy (ur. 1901)
  - Anders Österling, szwedzki poeta, prozaik, dziennikarz (ur. 1884)
  - Jerzy Zieleński, polski dziennikarz, publicysta, działacz opozycji antykomunistycznej (ur. 1928)
- 1982:
  - Witali Daraselia, gruziński piłkarz pochodzenia megrelskiego (ur. 1957)
  - Ryszard Olasek, polski działacz związkowy i polityczny (ur. 1910)
- 1983 – Wincenty Urban, polski duchowny katolicki, biskup pomocniczy gnieźnieński i wrocławski (ur. 1911)
- 1984:
  - Pierre Martin Ngô Đình Thục, wietnamski duchowny katolicki, arcybiskup metropolita Huế (ur. 1897)
  - Władysław Wicha, polski polityk, poseł na Sejm PRL, minister spraw wewnętrznych (ur. 1904)
- 1985 – Kazimiera Olszewska, polska nauczycielka, działaczka społeczna, żołnierz AK (ur. 1912)
- 1986:
  - Heather Angel, brytyjska aktorka (ur. 1909)
  - Ella Baker, amerykańska działaczka społeczna (ur. 1903)
- 1987:
  - Julien Darui, francuski piłkarz, bramkarz (ur. 1916)
  - Wacław Krawczyk, polski krajoznawca, żołnierz AK (ur. 1915)
  - Paul Neergaard, duński botanik, agronom, esperantolog (ur. 1907)
  - Stanisław Radkiewicz, polski generał bezpieczeństwa publicznego, działacz komunistyczny, polityk, zbrodniarz stalinowski (ur. 1903)
- 1988:
  - Bogusław Lambach, polski operator filmowy (ur. 1925)
  - Robert Urquhart, brytyjski generał-major (ur. 1901)
  - Michał Wiłkomirski, polski skrzypek (ur. 1902)
- 1990:
  - Zygmunt Abrahamowicz, polski orientalista, turkolog (ur. 1923)
  - Alice Marble, amerykańska tenisistka (ur. 1913)
- 1991 – Andrzej Twerdochlib, polski pisarz, scenarzysta filmowy (ur. 1936)
- 1992:
  - Kazimierz Cisowski, polski piłkarz (ur. 1916)
  - Wit Drapich, polski polityk, poseł na Sejm PRL (ur. 1924)
  - Aleksandar Tirnanić, jugosłowiański piłkarz, trener (ur. 1910)
  - Alfred Weigert, niemiecki astronom, astrofizyk, wykładowca akademicki (ur. 1927)
- 1993:
  - Vanessa Duriès, francuska pisarka (ur. 1972)
  - Zbigniew Kiliński, polski tancerz, choreograf (ur. 1919)
  - Marian Weralski, polski prawnik, wykładowca akademicki (ur. 1916)
  - Gaziza Żubanowa, kazachska kompozytorka (ur. 1927)
- 1994:
  - Glenn M. Anderson, amerykański polityk (ur. 1913)
  - Antoine Pinay, francuski polityk, premier Francji (ur. 1891)
  - Olga Rubcowa, rosyjska szachistka (ur. 1909)
  - Donald W. Treadgold, amerykański historyk, sowietolog, wykładowca akademicki (ur. 1922)
- 1995 – Anatolij Diatłow, radziecki fizyk jądrowy (ur. 1931)
- 1996:
  - Cao Yu, chiński dramaturg (ur. 1910)
  - Tadeusz Adam Jakubiak, polski historyk, działacz społeczny (ur. 1950)
- 1997:
  - Paddy DeMarco, amerykański bokser (ur. 1928)
  - David Rousset, francuski dziennikarz, publicysta, polityk trockistowski (ur. 1912)
- 2001 – Chuck Schuldiner, amerykański muzyk (ur. 1967)
- 2002:
  - Jan Šmíd, czeski pisarz, dziennikarz, grafik (ur. 1921)
  - Zal Yanovsky, kanadyjski gitarzysta, wokalista, członek zespołu The Lovin’ Spoonful (ur. 1945)
- 2003:
  - Māris Čaklais, łotewski poeta (ur. 1940)
  - Frank Neubert, niemiecki generał Luftwaffe (ur. 1915)
  - William V. Roth Jr., amerykański polityk (ur. 1921)
  - Xie Tian, chiński reżyser filmowy, aktor (ur. 1914)
- 2004 – Tom Turesson, szwedzki piłkarz, trener (ur. 1942)
- 2005:
  - Majid Musisi, ugandyjski piłkarz (ur. 1967)
  - Stanley Williams, amerykański gangster (ur. 1953)
- 2006:
  - Federico Crescentini, sanmaryński piłkarz (ur. 1982)
  - John Mohawk, amerykański pisarz, historyk pochodzenia indiańskiego (ur. 1945)
  - Wiesław Wojciechowski, polski generał (ur. 1924)
- 2007 – Floyd Red Crow Westerman, amerykański aktor, pieśniarz, kompozytor (ur. 1936)
- 2008 – Horst Tappert, niemiecki aktor (ur. 1923)
- 2009:
  - Józef Tadeusz Gawłowski, polski architekt (ur. 1926)
  - Paweł Kurczewski, polski zapaśnik (ur. 1950)
  - Paul Samuelson, amerykański ekonomista, laureat Nagrody Banku Szwecji im. Alfreda Nobla w dziedzinie ekonomii (ur. 1915)
- 2010 – Richard Holbrooke, amerykański dyplomata, polityk (ur. 1941)
- 2011 – Klaus-Dieter Sieloff, niemiecki piłkarz (ur. 1942)
- 2012:
  - Jan Blaha, czeski duchowny katolicki, biskup (ur. 1938)
  - Andrzej Błaszczyk, polski dziennikarz, poeta, satyryk (ur. 1950)
  - Maurice Herzog, francuski wspinacz (ur. 1919)
- 2013:
  - Jerzy Handschke, polski ekonomista, wykładowca akademicki (ur. 1948)
  - Kim Kuk T’ae, północnokoreański polityk (ur. 1924)
  - Hugh Nissenson, amerykański pisarz (ur. 1933)
  - Zafer Önen, turecki aktor (ur. 1921)
- 2014:
  - Ernst Albrecht, niemiecki menedżer, dyplomata, polityk (ur. 1930)
  - Kazimierz Feliszewski, polski siatkarz, chemik (ur. 1932)
  - Stanisław Żydaczek, polski bokser (ur. 1940)
- 2015:
  - Benedict Anderson, amerykański historyk, politolog (ur. 1936)
  - Georges Meunier, francuski kolarz (ur. 1925)
- 2016:
  - Waldemar Lech, polski gitarzysta, kompozytor, członek zespołu Mr. Zoob (ur. 1959)
  - Andrzej Murzynowski, polski prawnik (ur. 1926)
  - Jadwiga Muszyńska, polska historyk (ur. 1946)
  - Thomas Schelling, amerykański ekonomista, laureat Nagrody Banku Szwecji im. Alfreda Nobla w dziedzinie ekonomii (ur. 1921)
  - Alan Thicke, kanadyjski aktor (ur. 1947)
  - Andrzej Wasilewicz, polski aktor, reżyser i producent filmowy, pieśniarz, kompozytor, autor tekstów (ur. 1951)
- 2017:
  - Warrel Dane, amerykański wokalista, muzyk, członek zespołów Nevermore i Sanctuary (ur. 1961)
  - Simon Dickie, nowozelandzki wioślarz (ur. 1951)
  - John Gerry, australijski duchowny katolicki, biskup Brisbane (ur. 1927)
  - Elżbieta Krawczuk-Trylińska, polska lekkoatletka, skoczkini wzwyż (ur. 1960)
  - Yach Paszkiewicz, polski reżyser teledysków, animator kultury (ur. 1958)
- 2018:
  - Sylvia Geszty, węgierska śpiewaczka operowa (sopran koloraturowy) (ur. 1934)
  - Wäinö Korhonen, fiński pięcioboista nowoczesny, szermierz (ur. 1926)
  - Nancy Wilson, amerykańska wokalistka jazzowa i bluesowa (ur. 1937)
- 2019:
  - Tadeusz Bieńkowicz, polski generał brygady (ur. 1923)
  - Lawrence Bittaker, amerykański seryjny morderca (ur. 1940)
- 2020:
  - Otto Barić, chorwacki piłkarz, trener (ur. 1933)
  - Ambrose Mandvulo Dlamini, suazyjski menadżer, urzędnik państwowy, polityk, premier Eswatini (ur. 1968)
  - Andrzej Janowski, polski pedagog, działacz społeczny i harcerski, polityk, wiceminister edukacji narodowej (ur. 1935)
  - James McLane, amerykański pływak (ur. 1930)
  - Leonard Andrzej Mróz, polski śpiewak operowy (bas) (ur. 1947)
- 2021:
  - Roman Flak, polski samorządowiec, prezydent Zawiercia (ur. 1951)
  - Verónica Forqué, hiszpańska aktorka (ur. 1955)
  - Józef Głomb, polski profesor nauk technicznych (ur. 1927)
  - Liam Kavanagh, irlandzki polityk (ur. 1935)
  - Robert Malinowski, polski siatkarz (ur. 1957)
  - Leszek Murzyn, polski nauczyciel, polityk, poseł na Sejm RP (ur. 1960)
  - Jan Pałyga, polski duchowny katolicki, pisarz, dziennikarz (ur. 1930)
  - Siergiej Sołowjow, rosyjski reżyser i scenarzysta filmowy (ur. 1944)
  - Józef Tejchma, polski polityk, poseł na Sejm PRL, minister kultury i sztuki, minister oświaty i wychowania, wicepremier, dyplomata (ur. 1927)
- 2022:
  - Monika Dejk-Ćwikła, polska wokalistka, autorka tekstów, gitarzystka basowa, członkini zespołu Obrasqi (ur. 1989)
  - Ludwig Hoffmann von Rumerstein, austriacki prawnik, Wielki Komandor Zakonu Maltańskiego (ur. 1937)
  - Mariusz Walter, polski przedsiębiorca, dziennikarz, reżyser filmowy (ur. 1937)
- 2023:
  - Yılmaz Atadeniz, turecki reżyser, scenarzysta i producent filmowy (ur. 1932)
  - Antonio Juliano, włoski piłkarz (ur. 1942)
  - Lech Konopiński, polski poeta, satyryk, autor tekstów piosenek (ur. 1931)
  - Wojciech Łazarek, polski piłkarz, trener (ur. 1937)
  - Stanisław Jan Majewski, polski działacz kombatancki, uczestnik powstania warszawskiego (ur. 1929)
  - Zofia Merle, polska aktorka (ur. 1938)
  - Verica Nedeljković, serbska szachistka (ur. 1929)
  - Ewa Wanat, polska dziennikarka (ur. 1962)
- 2024:
  - Kevin Andrews, australijski prawnik, polityk, minister obrony (ur. 1955)
  - Tadeusz Chrobak, polski kartograf, profesor nauk technicznych (ur. 1941)
  - Charles Handy, irlandzki teoretyk zarządzania (ur. 1932)
  - Halina Lercher, polska aktorka (ur. 1951)